# Peritoma luteum
Peritoma luteum är en paradisblomsterväxtart som beskrevs av Constantine Samuel Rafinesque. Peritoma luteum ingår i släktet Peritoma och familjen paradisblomsterväxter. Inga underarter finns listade i Catalogue of Life.